# Oisterwijk
Oisterwijk est une commune et un village néerlandais de 25 000 habitants[Quand ?], située dans la province du Brabant-Septentrional.

## Localités
- Haaren
- Heukelom
- Moergestel
- Oisterwijk

## Galerie

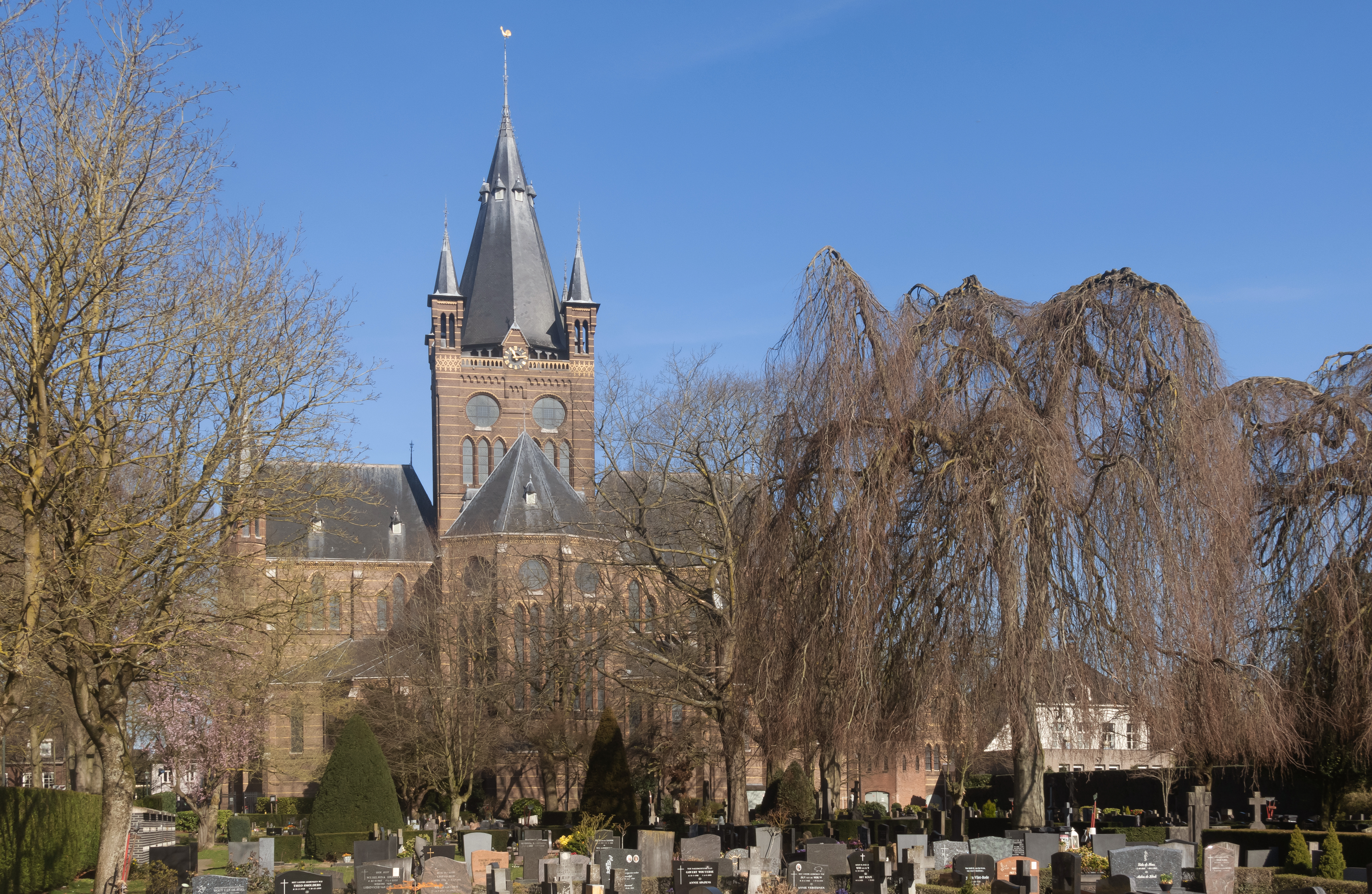
Oisterwijk, l'église : Sint-Petrus'-Bandenkerk (Saint-Pierre-aux-Liens).
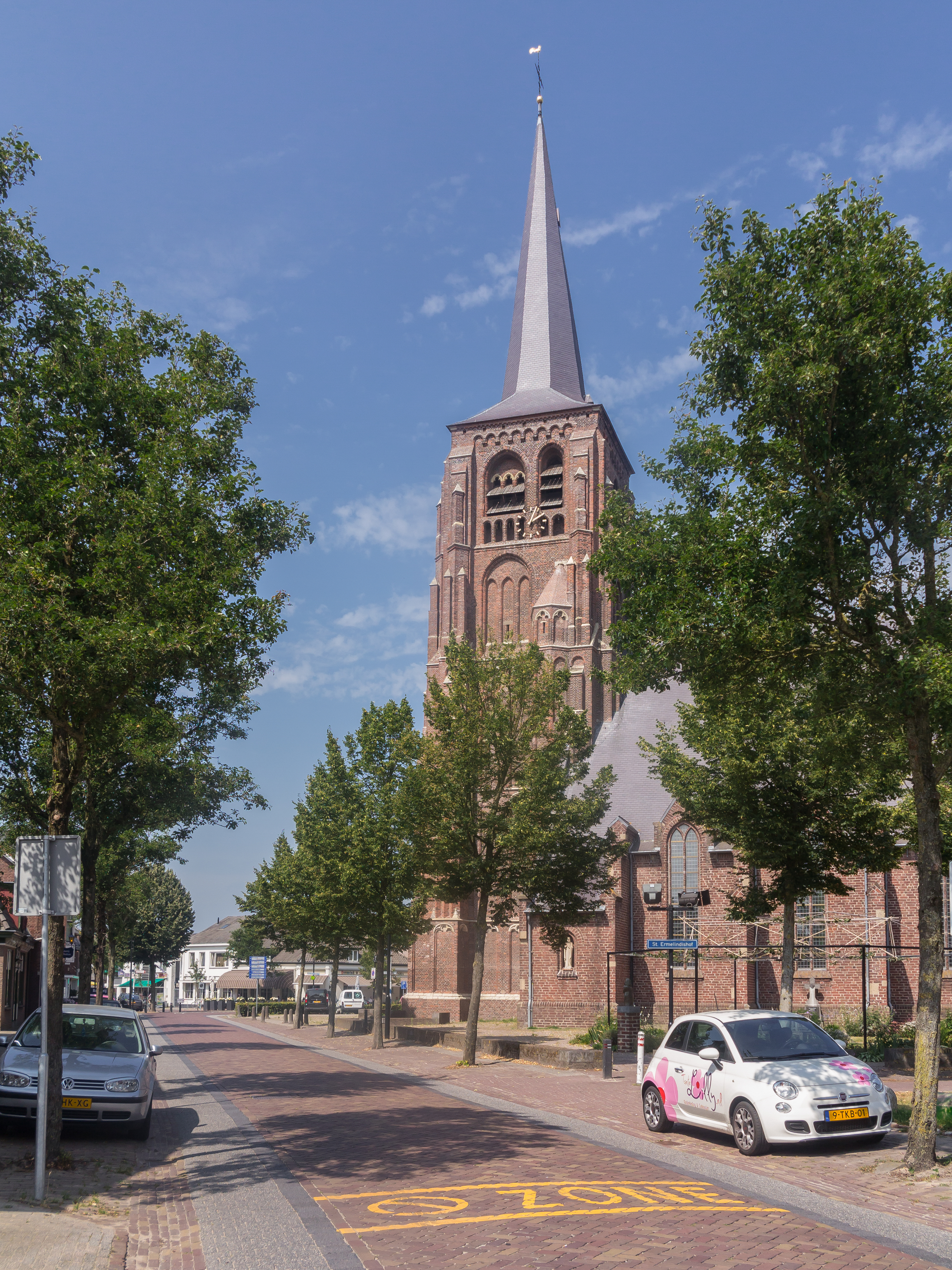
Moergestel, l'église : Sint Janskerk.
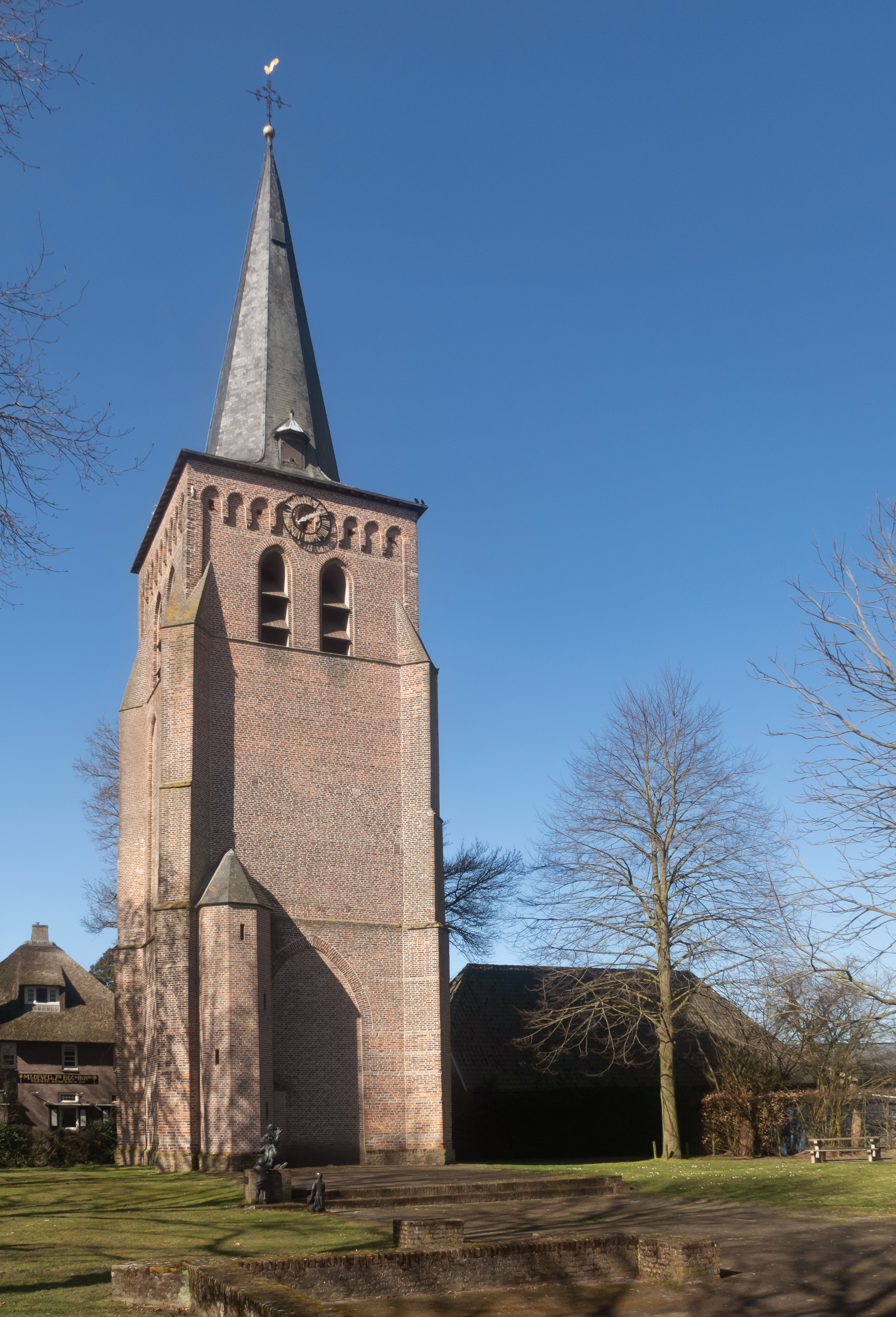
Haaren, la tour (vestiges de l'église médiévale Saint Lambert).

## Géographie
- La commune d'Oisterwijk est traversée par la Reusel, qui prend le nom d'Achterste Stroom à l'est d'Oisterwijk.

## Personnalités
- A. Cecile J.W. Janssens (1968-2022), épidémiologiste et chercheure.
- Oliver Daemen (2002), aviateur et plus jeune astronaute de l'Histoire.